# Järleåns naturreservat
Järleåns naturreservat är ett naturreservat, beläget i Järleåns dalgång, öster om Norasjön i Örebro län.

## Beskrivning
Reservatet sträcker sig mellan Hammarby i nordväst och Järle bruk i sydost, en ca 7 km lång sträcka utmed ån. Dalgången är flera hundratusen år gammal - äldre än senaste istiden.
I reservatet letar sig Järleån fram i en ravinlik dal. Under en längre sträcka bildar ån en fors - Långforsen - som särskilt under vårfloden är en sevärdhet.
P.g.a. näringsrik jord är växtligheten riklig. Här blommar vätteros, tibast, lungört och skavfräken. Bland fåglar märks knipa, storskrake, strömstare och forsärla. En del år kan man få se kungsfiskare. Bäver är vanlig. Man har även sett utter.
Utmed Järleån ligger Hammarby och Järle bruk som är minnen från järnbrukets tid i Bergslagen.

## Galleri

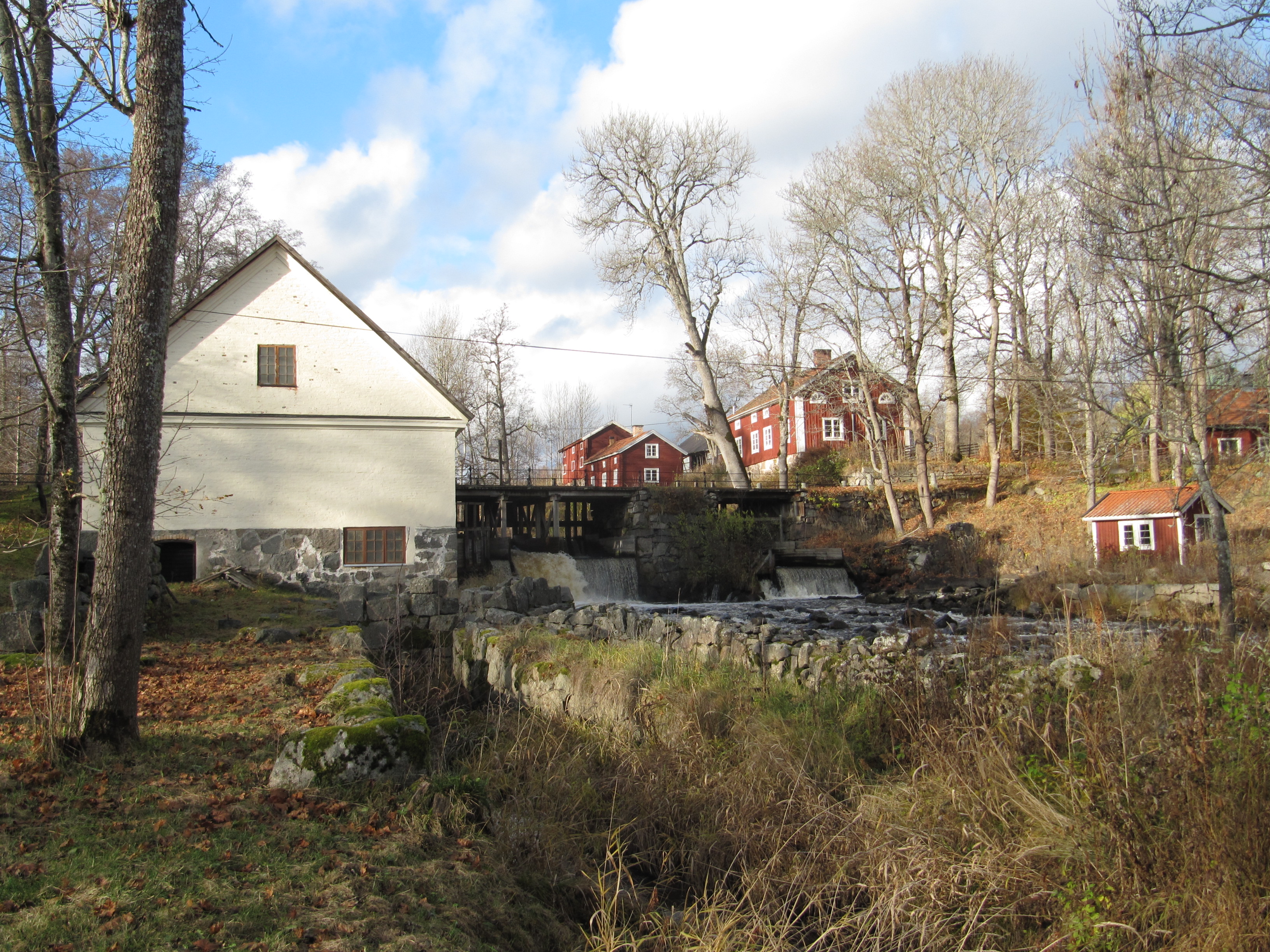
Järle bruk som utgör sydöstra begränsningen av reservatet.
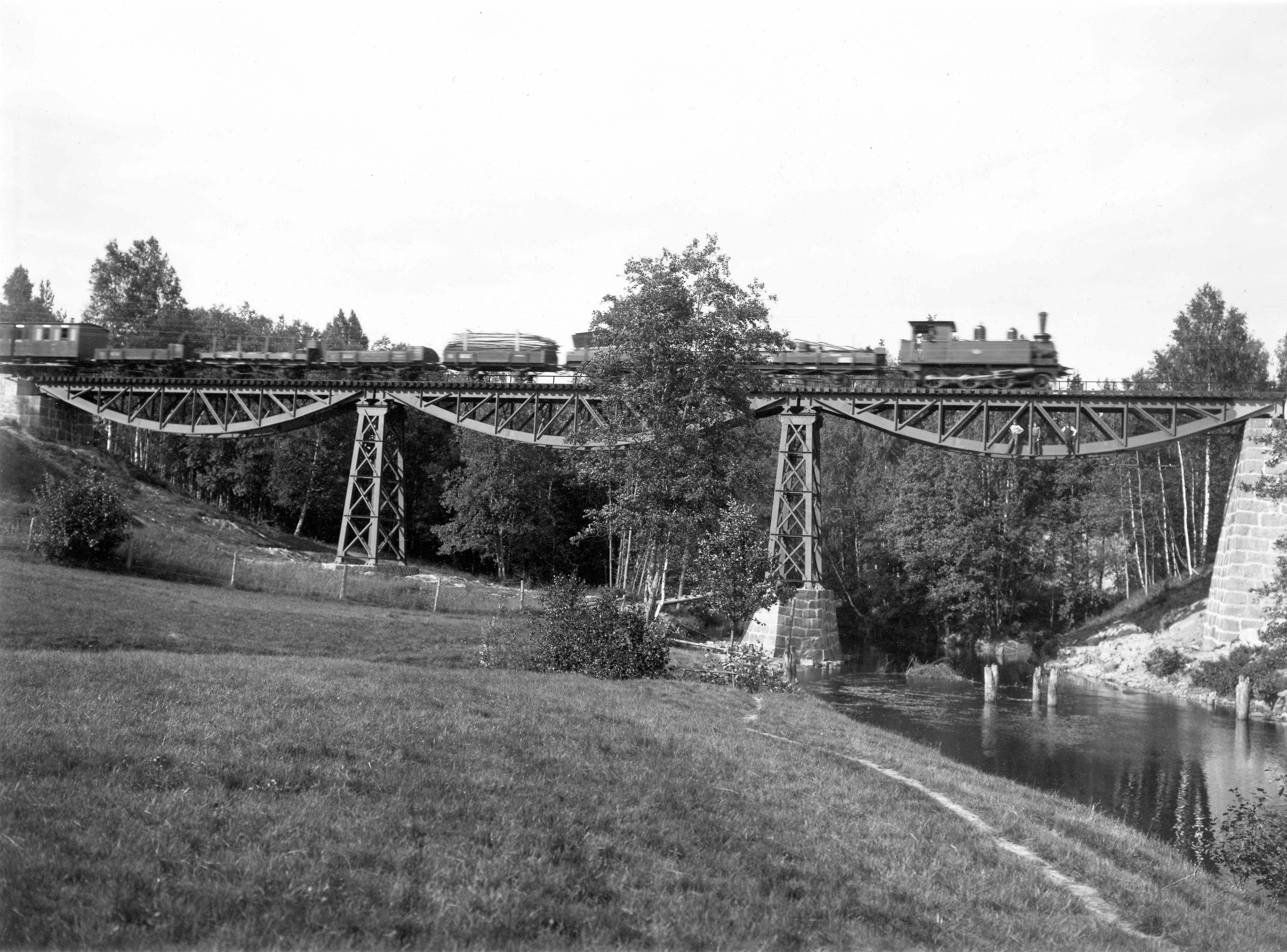
Nora Bergslags Järnvägs bro över Järleån.